# サトゥク・ボグラ・ハン
ハズラト・スルタン・アブドゥル・カリム・サトゥク・ボグラ・ハン・ガーズィー（日本語: , ラテン文字転写: Hazrat Sultan Abdulkarim Satuq Bughra Khan Ghazi, 920年 - 955年）は、カラハン朝の君主。

## 生涯
イスラムに改宗した最初のテュルク支配者で、カラハン朝の他の領民を改宗させるようになった。
ジャマール・カルシーによると、955年に死去し、今日でもアルトゥクスで訪れることができるマザールに埋葬された。墓は1995年にウイグル建築家のアブドゥリム・アシャンによって復元された。